# Chimarruts
Chimarruts è un gruppo reggae brasiliano, formatosi a Porto Alegre nel 2000. I suoi sette membri sono Rafa Machado (voce e chitarra), Nê (voce, flauto dolce e armonica), Diego Dutra (batteria), Vinícius Marques (percussioni), Emerson Alemão (basso), Sander Fróis (chitarra), Rodrigo Maciel (chitarra); occasionalmente ne ha fatto parte Lucas Ricord (tastiere).

## Storia
In attività dal 2000, la band ha fatto subito centro col singolo Chapéu de Palha. Nel 2002 i Chimarruts hanno registrato il loro primo eponimo CD con 14 tracce. In seguito ai buoni riscontri, hanno firmato un contratto con Orbeat Music. Nel 2003 hanno cantato al Planeta Atlântida, uno dei più grandi festival musicali del paese, esibendosi con artisti affermati come Os Paralamas do Sucesso, Gilberto Gil, Papas da Língua, CPM 22, Lulu Santos, Capital Inicial, Charlie Brown Jr, davanti a un pubblico di 50.000 persone. Nel novembre dello stesso anno, il secondo CD dei Chimarruts, Todos Somos Um, è arrivato nei negozi, insieme ai singoli Pitanga, Terapia Solar e Sabre Voar. Il terzo CD dei Chimarruts è stato pubblicato nel 2005 con il titolo Livre para Viagem. Prodotto da Marcelo Fruet, è il lavoro che ha dimostrato la maturità musicale della band.